# Leistungsabzeichen der Regierungstruppe des Protektorats Böhmen und Mähren

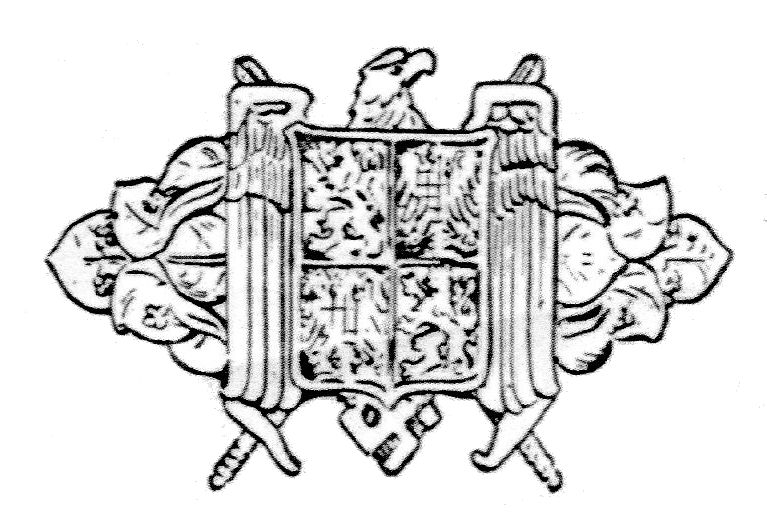
Leistungsabzeichen der Regierungstruppe des Protektorats Böhmen und Mähren

Das Leistungsabzeichen der Regierungstruppe des Protektorats Böhmen und Mähren wurde 1944 vom Wehrmachtsbevollmächtigten und Befehlshaber des Wehrkreises VIII (Schlesien) für die dort stationierte Regierungstruppe des Protektorats Böhmen und Mähren für wiederholte Einsatzbereitschaft für Aufgaben der Wehrmacht als Anerkennung in drei Stufen gestiftet. Zum Zeichen dieser Anerkennung wurde das Leistungsabzeichen mit einer Urkunde verliehen. Das bronzene, silberne oder vergoldete Abzeichen zeigt mittig den deutschen Hoheitsadler, auf dessen Brust das große Wappen des Protektorats Böhmen und Mähren, bestehend aus den Wappen von Böhmen (Löwen) und Mähren (Adler) aufgelegt ist. Hinter dem Reichsadler sind zwei diagonal gekreuzte Schwerter zu sehen, deren Spitze aus den Adlerschwingen hervortreten. Neben den beiden Flügeln des Adlers ist beidseitig ein Geflecht aus Lindenblättern und Lindenblüten, der Nationalpflanze Tschechiens angebracht.